# 상처 (드라마)
《상처》는 1989년 6월 12일부터 1989년 7월 4일까지 방영된 문화방송 월화 미니시리즈로, 오늘을 살아가는 젊은이들의 애정 윤리, 가치관의 혼란을 그린 비극적 사랑 이야기이다.
한편, 계모와 자식 사이의 욕설, 반발, 구타 등 지나친 갈등표현과 아들의 애인까지 겁탈하는 아버지의 불륜행각 묘사가 가정생활의 순결성을 훼손하고 가정질서를 해친다는 이유 때문에 방송위원회로부터 공개사과 명령을 받아야 했다.

## 출연

### 주요 인물
- 이미숙 : 문하영 역
- 유인촌 : 유기훈 역
- 정한용 : 재민 역

### 그 외 인물
- 강부자 : 재민 어머니 역
- 박영지 : 재민 형 역
- 박정수 : 재민 형수 역
- 서갑숙 : 여인 역
- 신충식 : 유 사장 역
- 최민경 : 기훈 계모 역
- 홍진희 : 송혜자 역
- 김애경 : 이지선 역
- 노경주 : 은주 역
- 원랑 : 양미란 역
- 이경아 : 필남 역
- 권석류 : 유기숙 역
- 김호영 : 교수 역
- 김순경 : 아줌마 역
- 이경호, 이정훈, 김민석, 김응석, 이영자 : 학생들 역
- 최형선 : 수진 역
- 박종관 : 김 박사 역